# Чернолицая львиная игрунка
Чернолицая львиная игрунка (лат. Leontopithecus caissara) — небольшой примат семейства Игрунковых. Эндемик Бразилии, где встречается в прибрежных лесах на юго-востоке страны. Вид находится на грани вымирания, считается что численность популяции в дикой природе не превышает 400 особей.

## Открытие
Чернолицые львиные игрунки не признавались отдельным видом до 1990 года, когда бразильские учёные Мария Лорини и Ванесса Перссон описали его по особям с острова Супераги, что в штате Парана. Вскоре были обнаружены популяции на материке вблизи этого острова в штатах Парана и южном Сан-Паулу. Видовое название caissara происходит от названия местного племени кайкарас, аборигенов острова Супераги.
Материковая популяция населяет болотистые и пойменные вторичные леса. Островная популяция встречается в прибрежных низинных лесах. Обе популяции не встречаются на высотах более 40 м над уровнем моря.

## Поведение
Древесные животные, в рационе фрукты и небольшие беспозвоночные, такие как насекомые, пауки и улитки. Дополнением к рациону служат нектар, молодые листья и грибы. Грибы занимают большое место в рационе во время сухого сезона.
Образуют семейные группы от 2 до 8 особей. В каждой группе во время сезона размножения приносит потомство лишь одна самка. Рождения обычно приходятся на период с сентября по март, в помёте как правило два детёныша. Развито социальное взаимодействие, включающее груминг и вокализацию.

## Статус популяции
Международный союз охраны природы присвоил виду охранный статус «Вымирающий» (Endangered). Ареал весьма ограничен, популяция крайне мала. Считается, что в природе осталось около 250 особей этого вида. Главная угроза популяции — разрушение среды обитания. Существуют проекты по восстановлению популяции этих приматов.